# Division de la gestion des documents administratifs et des archives de l’Université Laval
La Division de la gestion des documents administratifs et des archives (DGDAA) de l’Université Laval a été créée en 1964. Elle a pour fonction d’assurer la gestion intégrée des archives et des dossiers pour l’établissement.
Bien que la Division existe depuis 1964, des archives de l’Université existent depuis bien avant cette date.  Celles-ci se trouvent toutefois au Séminaire de Québec et furent créées avant le déménagement de l’Université à Sainte-Foy à l’époque où les deux entités ne formaient qu'une unique corporation (voir l’histoire de l’Université Laval).
Jusqu’en 1974, les thèses et livres rares qui étaient gérés par la Division des archives furent confiés à la Bibliothèque, quoique la consultation de ceux-ci se fait toujours dans les espaces de la Division. En 1981, la Division hérite des Archives de folklore qui étaient jusqu'alors sous la responsabilité du Centre de recherche Cultures Arts Sociétés.  En 1985, la gestion de la Division des archives passe de la Bibliothèque au Bureau du secrétaire général.
Les archives, localisées au cinquième étage du pavillon Jean-Charles-Bonenfant, renferment plus de 265 fonds institutionnels, 430 fonds non institutionnels et 1550 fonds des Archives de folklore.  On y trouve également plus de 50,000 documents iconographiques et plus de 500 mètres linéaires de documents sonores et audiovisuels.